# George Maccartney
George Maccartney (zm. 1730) szkocki oficer w służbie angielskiej (od 1707 r. – brytyjskiej).
Od roku 1705 generał brygadier piechoty. Podczas bitwy pod Almansą (w roku 1709) dostał się do niewoli. Potem był mianowany gubernatorem Jamajki, jednak ostatecznie nie pojechał na tę wyspę. Od 1710 generał major, od 1712 gen-płk.